# Gregor Bajde
Gregor Bajde, slovenski nogometaš, * 29. april 1994, Spodnji Hotič.
Bajde je profesionalni nogometaš, ki igra na položaju vezista ali napadalca. Od leta 2025 je član slovenskega kluba Nafta 1903. Ped tem je igral za slovenske klube Interblock, Bravo, Maribor in Celje, italijansko Novaro in bosansko-hercegovskegi Borac Banja Luka. Skupno je v prvi slovenski ligi odigral 244 tekem in dosegel 48 golov. Z Mariborom je osvojil naslov slovenskega državnega prvaka v sezonah 2016/17 in 2018/19 ter slovenski pokal leta 2016. Bil je tudi član slovenske reprezentance do 16, 17, 18, 19 in 21 let.